# Парестезия
Парестези́я — один из видов расстройства чувствительности (расстройства ощущений), характеризующийся спонтанно возникающими ощущениями жжения, покалывания, ползания мурашек.
Проходящая парестезия обычно обусловлена или непосредственным механическим раздражением поверхностно залегающего нерва, например, при ударе или давлении, или при временном нарушении кровоснабжения конечности, приводящем к изменению проведения нервных импульсов, например, при длительном пребывании в неудобной позе, часто во время сна.
Хронические парестезии часто возникают как симптомы поражений различных отделов нервной системы. Это могут быть первичные расстройства — инфекционные (например при ВИЧ-инфекции) и опухолевые поражения нервной системы, нейродегенеративные или аутоиммунные процессы и ряд других. Парестезии могут возникать при вторичных поражениях нервной системы, развивающихся как осложнения уже протекающих заболеваний — алкогольная полинейропатия (при алкоголизме), при дефиците некоторых витаминов, нарушениях обмена веществ (например, при сахарном диабете, атеросклерозе).
Одна из редких форм парестезии — долго не проходящее онемение губы, языка и (или) подбородка, являющееся следствием удаления зуба мудрости.
Вирус ветряной оспы (human alphaherpesvirus 3) после первичной инфекции, вызывающей ветряную оспу, переходит в состояние покоя в нервах, включая ганглии черепных нервов, ганглии дорсальных корешков и вегетативные ганглии. Спустя много лет после выздоровления вирус может реактивироваться и вызывать неврологические симптомы, в том числе парестезии.
Акропарестези́я (acroparesthesia) — сильная боль в конечностях, которая может быть вызвана, например, болезнью Фабри или гипокальциемией, синдромом запястного канала и другими поражениями периферических нервов. Проявляется в виде покалывания, жжения, онемения или оцепенелости в руках и ногах, особенно в пальцах. Иногда возникает эпизодическая боль, которая может быть очень тяжёлой.

## Симптомы
К симптомам относят:
- покалывание в области поражения;
- ощущение «ползания мурашек» на поверхности кожи;
- чувство онемения;
- бледность кожного покрова в зоне поражения.

Данные признаки могут возникнуть однократно. При серьёзном поражении симптомы могут нарастать, формироваться болезненные ощущения в месте поражения.